# Taurus PT22
A Taurus PT22 é uma pistola semiautomática produzida pela Taurus que utiliza munição .22 LR e possui um carregador com capacidade de 8+1 cartuchos. A PT22 é frequentemente vista como uma cópia da Beretta 21 Bobcat fabricada pela Taurus devido principalmente ao característico cano "tip-up" (que se dobra para cima). Na verdade, esta pequena pistola é muito diferente em design e função da Beretta. A PT22 pode ter uma armação de alumínio fundido ou polímero e um ferrolho de aço. É uma das variedades crescentes de armas de fogo Taurus fabricadas na Flórida, EUA. Ela possui um cão embutido e um gatilho de curso longo, porém suave, de ação dupla apenas. O cano "tip-up" é útil, pois o primeiro cartucho pode ser alojado diretamente no cano e operador não precisa puxar o ferrolho para trás. Puxar o ferrolho é difícil devido à mola pesada necessária nessa ação de blowback. A sensação de empunhadura da PT22 é "grossa" e preenche uma mão de tamanho normal. Essa largura pode dificultar a PT22 para algumas pessoas de mãos pequenas segurarem confortavelmente. A Taurus PT22 só pode disparar projéteis de velocidade padrão ou alta; embora os cartuchos de hiper e ultra velocidade sejam carregados e disparados, eles não podem ser usados com segurança na PT22.
A Taurus também vende uma versão em .25 ACP chamada PT25.